# Citharexylum berlandieri
Citharexylum berlandieri es una especie de planta fanerógama de la familia Verbenaceae. Es nativa de la parte baja del valle del Río Grande de Texas, en Estados Unidos y México hasta el sur de Oaxaca.

## Descripción
Se trata de un arbusto o pequeño árbol, alcanzando una altura de 6 m. La especie tipo de esta especie fue recolectada de las colinas cerca de Las Canoas, San Luis Potosí por Cyrus Pringle en 1890. Fue descrito como una nueva especie al año siguiente por Benjamin Lincoln Robinson, que eligió el epíteto específico para honrar naturalista francés Jean-Louis Berlandier.

## Usos
La corteza de esta planta se utiliza para leña en México.

## Taxonomía
Citharexylum berlandieri fue descrita por Benjamin Lincoln Robinson y publicado en Proceedings of the American Academy of Arts and Sciences 26: 174. 1891.